# Alan Pasqua
Alan Pasqua (* 28. Juni 1952) ist ein US-amerikanischer Jazz- und Rock-Keyboarder.
Der aus New Jersey stammende Pasqua studierte an der Indiana University und erhielt den Grad eines Bachelor für Jazzmusik am New England Conservatory. Seine Lehrer waren Jaki Byard, Thad Jones, George Russell, David Baker und Gunther Schuller. Während eines Konzerts in der Carnegie Hall lernte er den Schlagzeuger Tony Williams kennen, der ihn in seine Band The New Tony Williams Lifetime holte, mit der er zwei Alben bei Columbia Records einspielte.
Er ging dann nach Los Angeles, wo er Mitglied der Bands von Eddie Money, Bob Dylan und schließlich von Carlos Santana wurde. Als Sideman arbeitete er u. a. mit Pat Benatar, Ray Charles, Joe Cocker, Ry Cooder, John Fogerty, Aretha Franklin, Sammy Hagar, Al Jarreau, Elton John, Queen Latifah, Graham Nash, Bob Seger, Rick Springfield, Rod Stewart, The Temptations, Joe Walsh, Dionne Warwick und Phil Spector.
Ende der 1980er Jahre gründete Pasqua mit dem Gitarristen Dann Huff die Rockband Giant, deren Debütalbum Last of The Runaways bei A&M Records erschien. Daneben arbeitete er mit Komponisten wie John Williams, Quincy Jones, Dave Grusin, Jerry Goldsmith, Henry Mancini und Maurice Jarre an Soundtracks für Filme. Er selbst komponierte den Soundtrack für den Disney-Film The Waterboy.
Als Bandleader veröffentlichte er zwei Alben (Milagro und Dedications), an denen u. a. Jack DeJohnette, Paul Motian, Dave Holland, Michael und Randy Brecker mitwirkten. Mit Peter Erskine leitete er ein Trio, mit dem zwei Alben beim Label Fuzzy Music erschienen, ein weiteres nahm er mit Erskine und dem Bassisten Darek Oles auf. Außerdem arbeitete er u. a. mit Joe Henderson, Stanley Clarke, Gary Burton, James Moody, Gary Peacock, Gary Bartz, Eddie Daniels, Dave Weckl, Tom Scott, John Patitucci, Reggie Workman, dem Thad Jones/Mel Lewis Jazz Orchestra, Sam Rivers, Sheila Jordan, Joe Williams, Ivan Lins, Frank Foster, Alphonso Johnson, Narada Michael Walden, Les McCann, Stan Kenton, Don Ellis und Allan Holdsworth.
Pasqua unterrichtet Jazz an der The Flora L. Thorton School of Music der University of Southern California in Los Angeles.

## Diskographie (Auswahl)
- Milagro mit Michael Brecker, John Clark, Jack DeJohnette, Dave Holland, Willie Olenick, Roger Rosenberg, Jack Schatz, David Tofani, Postcards 1994
- Dedications mit Gary Bartz, Michael Brecker, Randy Brecker, Dave Holland, Paul Motian, Postcards 1995
- Russian Peasant, Soloalbum, Blue Forest 2000
- Latin Jazz mit Tom Kennedy, Aaron Serfaty, Ramon Stagnaro, 2001
- Body & Soul mit Alan Pasqua Trio, Video Arts 2004
- My New Old Friend mit Darek Oles, Peter Erskine, Cryptogramophone, 2005
- Solo, Self-released 2007
- Anti Social Club mit Alex Acuña, Ambrose Akinmusire, Scott Amendola, Nels Cline, Jeff Ellwood, Jimmy Haslip, Cryptogramophone 2007
- Standards mit Dave Carpenter, Peter Erskine, Fuzzy Music 2007